# Miguel Arias Cañete

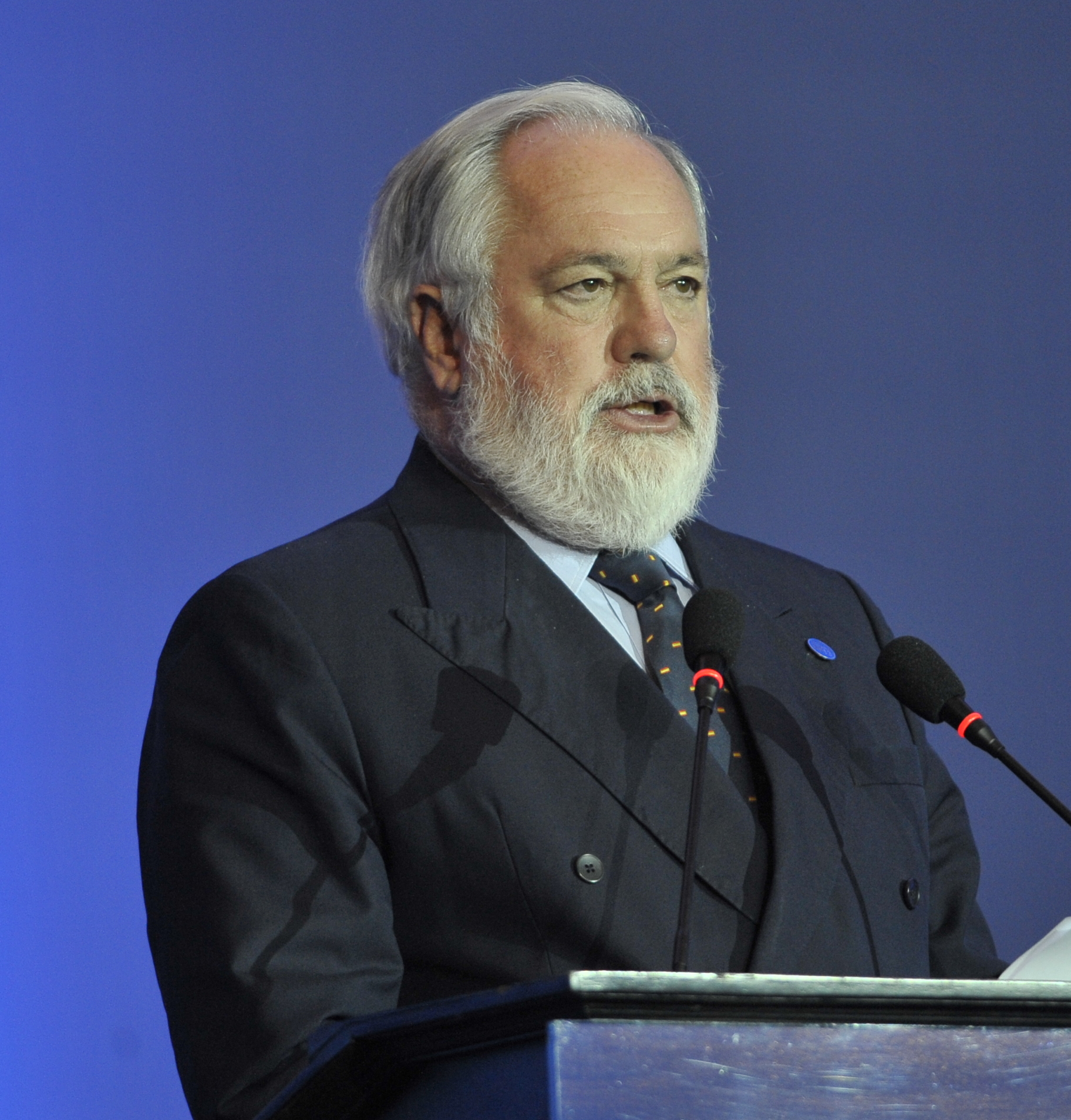
Miguel Arias Cañete (2013)

Miguel Arias Cañete (* 24. Februar 1950 in Madrid) ist ein spanischer Politiker (PP) und war von 2014 bis 2019 EU-Kommissar für Klimaschutz und Energie.

## Leben und Karriere
Miguel Arias Cañete wurde als Sohn von Alfonso Arias de la Cuesta geboren, einem Staatsanwalt mit starken Bindungen während der Franco-Diktatur zu den öffentlichen Unternehmen, die vom Instituto Nacional de Industria (INI) überwacht wurden. Arias Cañete studierte Rechtswissenschaft an der Universität Complutense Madrid und arbeitete ab 1974 als Staatsanwalt in Jerez de la Frontera. Arias Cañete ist mit Micaela Domecq y Solís-Beaumont verheiratet, Tochter von Juan Pedro Domecq Díez und Matilde de Solís-Beaumont y Atienza (Tochter der Marquise de Valencia). Das Paar hat drei Kinder.
Von 1978 bis 1982 war er Professor an der juristischen Fakultät der Universität Cádiz.
Als Europaabgeordneter setzte sich Arias Cañete 1996 für die Fortführung der Subventionen der Gemeinsamen Agrarpolitik (GAP) ein. Seine Frau und deren Familie profitieren als eine der größten Grundbesitzer Andalusiens von diesen Geldern und soll in den Jahren 2011 bis 2014 1.800.000 Euro an Subventionen von der EU erhalten haben. Er war zwei Legislaturperioden lang Mitglied im spanischen Senat für die Provinz Cádiz (1982 bis 1986 und 2000 bis 2004). Zwischen 1982 und 1986 war er Abgeordneter im Parlament von Andalusien und von 1986 bis 1999 im Europaparlament.
Von 2000 bis 2004 war er Landwirtschaftsminister unter Präsident José María Aznar. Seit 2004 ist er Abgeordneter im Congreso de los Diputados.
Am 22. Dezember 2011 wurde er erneut zum Minister für Landwirtschaft, Ernährung und Umweltschutz ernannt. Unter seiner Regie genehmigte die Regierung die Suche nach Öl und Gas durch Fracking.
Der Ausbau erneuerbarer Energien wurde dagegen behindert, indem Steuern und Gebühren auf den Eigenverbrauch von Solarenergie erhoben werden. Zudem drohen Strafen von bis zu 60 Millionen Euro, wenn eine Anlage nicht registriert wurde. 
Außerdem erteilte Arias Cañete grünes Licht für Erdölprobebohrungen vor den Kanarischen Inseln.
Am 9. April 2014 wurde er von seiner Partei gewählt, die Liste für die Europawahl anzuführen, woraufhin er am 28. April von seinen Aufgaben als Minister entbunden wurde. Durch den Wahlsieg der PP am 25. Mai 2014 zog er als Spitzenkandidat ins Europäische Parlament ein.
Arias Cañetes Nominierung durch Kommissionspräsident Jean-Claude Juncker im September 2014 sorgte für große Unruhe in Brüssel. Einige Europaabgeordnete und Lobbyismuskritiker werfen Arias Cañete umfangreiche Verflechtungen mit der Energieindustrie und somit einen Interessenkonflikt vor.
Vor der Übernahme des Amtes hatte er seine Anteile an den Firmen Petrolífera Ducar und Petrologis Canaris zwar abgegeben, doch den Kritikern reicht dieses nicht aus, um den Verdacht auf Interessenkonflikte auszuräumen, zumal seine Frau, sein Sohn und sein Schwager weiterhin Anteilseigner oder Vorstandsmitglieder dieser Unternehmen seien. So war Arias Cañete selbst jahrelang Präsident von Petrolífera Ducar, ehe er das Amt seinem Schwager, Miguel Domecq, übergab. Bis heute spielt Arias Cañetes Familie eine tragende Rolle in beiden Unternehmen.
Die Deutsche Umweltstiftung bezeichnete den Spanier als „Lobbyisten der Erdölindustrie“. Gegen seine Ernennung zum EU-Kommissar für Klimaschutz und Energie unterschrieben bis zum 12. Mai 2015 fast 600.000 Europäer eine Petition.
In seinem Amt als EU-Energiekommissar sprach sich Arias Cañete dafür aus, neue Bezugsquellen zu erschließen, um die hohe Abhängigkeit von Gasimporten aus Russland zu verringern. Als mögliche Lieferanten bezeichnete er Algerien, Turkmenistan und Aserbaidschan.
Seine Amtszeit als EU-Kommissar endete mit dem Amtsantritt der Kommission von der Leyen I am 1. Dezember 2019.

## Auszeichnungen
- Großkreuz des spanischen Orden Karls III
- Großkreuz des spanischen Zivilverdienstorden
- Ritter des französischen Verdienstorden für Landwirtschaft
- Ritter der Souveräner Malteserorden.